# Syarinidae
Famille
Les Syarinidae sont une famille de pseudoscorpions (ordre des Pseudoscorpiones).
Elle comporte plus de 130 espèces dans 18 genres.

## Distribution
Les espèces de cette famille se rencontrent en Amérique, en Europe, en Océanie, en Asie et en Afrique. 

## Écologie
Les syarinidae sont des êtres cavernicoles.

## Liste des genres
Selon Pseudoscorpions of the World (version 3.0) :
- Arcanobisiinae Zaragoza, 2010
  - Arcanobisium Zaragoza, 2010
- Chitrellinae Beier, 1932
  - Aglaochitra Chamberlin, 1952
  - Chitrella Beier, 1932
  - Chitrellina Muchmore, 1996
  - Hadoblothrus Beier, 1952
  - Microcreagrella Beier, 1961
  - Microcreagrina Beier, 1961
  - Pararoncus Chamberlin, 1938
  - Pseudoblothrus Beier, 1931
- Ideobisiinae Banks, 1895
  - Alocobisium Beier, 1952
  - Ideobisium Balzan, 1892
  - Ideoblothrus Balzan, 1892
  - Microblothrus Mahnert, 1985
  - Nannobisium Beier, 1931
- Syarininae Chamberlin, 1930
  - Anysrius Harvey, 1998
  - Syarinus Chamberlin, 1925

sous-famille indéterminée
- Hyarinus Chamberlin, 1925

et décrit depuis :
- Lusoblothrus Zaragoza & Reboleira, 2012

## Publication originale
- Chamberlin, 1930 : A synoptic classification of the false scorpions or chela-spinners, with a report on a cosmopolitan collection of the same. Part II. The Diplosphyronida (Arachnida-Chelonethida). Annals and Magazine of Natural History, sér. 10, vol. 5, p. 1-48 & 585-620.